# المعهد العالي للإعلامية بالمهدية
 المعهد العالي للإعلامية بالمهدية هو إحدى المؤسسات العليا التابعة لجامعة المنستير، وقد أحدث بمقتضى الأمر عدد 2004-1391 المؤرخ في 22 جوان 2004.

## أرقام
طبقا لأرقام السنة الدراسية 2007-2008 يدرس به 1120 طالبا من بينهم 417 طالبة.

## الشهادات
يحصل الطالب المتخرج من المعهد على إحدى الشهادتين التاليتين:
- الشهادة الجامعية في تكنولوجيا أمن الإعلامية
- الشهادة الجامعية في تكنولوجيا الشبكات الإعلامية
- الإجازة التطبيقية في الإعلامية : الأنظمة الإعلامية والبرامج
- الإجازة التطبيقية في الشبكات الإعلامية: تكنولوجيات الشبكات الإعلامية

## شعار المعهد العالي للإعلامية بالمهدية

شعار المعهد العالي للإعلامية بالمهدية من 2006 إلى 2012
شعار المعهد العالي للإعلامية بالمهدية من 2012 إلى الأن

## وصلة خارجية
- موقع المعهد العالي للإعلامية بالمهدية.